# 1607 Mavis
1607 Mavis је астероид главног астероидног појаса са пречником од приближно 11,97 .
Афел астероида је на удаљености од 3,328 астрономских јединица (АЈ) од Сунца, а перихел на 1,772 АЈ.
Ексцентрицитет орбите износи 0,304, инклинација (нагиб) орбите у односу на раван еклиптике 8,577 степени, а орбитални период износи 1487,892 дана (4,073 године).
Апсолутна магнитуда астероида је 11,60 а геометријски албедо 0,282.
Астероид је откривен 3. септембра 1950. године.